# Шавасана
Шавасана  (санскр. शवासन: розслаблення розуму та тіла) - одна з асан. Хатха-йога пропонує  внутрішнє розслаблення за допомогою давньої практики шавасани. Простий принцип хатхи-йоги, згідно з яким розум і тіло взаємопов'язані і все, що відбувається з одним, впливає на інше — подібно до того, як один віл в упряжці змушує іншого йти за собою. Знаючи це, ми можемо впевнено використовувати шавасану як додаткову терапію неврастенії, ранніх стадій слабкої та помірної депресії, безсоння, нападів загального занепокоєння та безпричинного страху (між нападами, але не під час них) та помірної гіпертонії (підвищеного кров'яного тиску).

## Користь
- Досягається стан глибокого розслаблення м'язів.
- Знижується кров'яний тиск (деякі можуть відчувати дискомфорт від незвично низького кров'яного тиску під час виконання шавасани), водночас частота дихання та серцевих скорочень уповільнюється.
- Відбувається приплив прани (нервової енергії) до внутрішніх органів.
- Нервова система відпочиває та відновлюється.
- Розум входить у стан глибокого розслаблення, від якого може перейти до глибокого сну без сновидінь (останнє залежить від бажання учня).

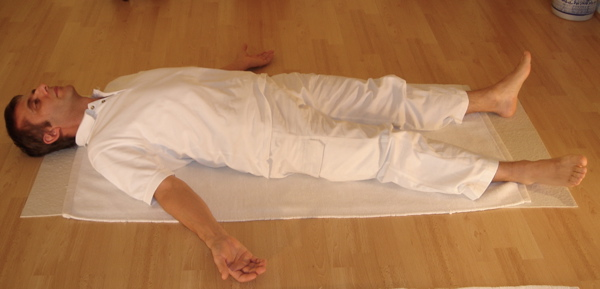

## Початкова техніка
Практику шавасани прийнято поділяти на дві стадії.
На першій стадії потрібно вчитися розслаблювати тіло як ціле і віддавати його цілком у владу земного тяжіння. Якщо простежити за тим, як сплять тварини чи діти, то можна побачити, що після сну вони залишають виразне поглиблення на тому місці, де лежали. Діти та тварини повністю віддаються сну і дозволяють тяжінню робити свою справу без перешкод. 

### ТЕХНІКА ПЕРША
Ляжте на підлогу обличчям вгору, попередньо постеливши  мат. На вас має бути вільний одяг. Повітря в кімнаті має бути досить теплим, щоб ви не відчували дискомфорту. Розташуйте ступні на відстані приблизно двадцяти дюймів одна від одної, дозвольте вашим розслабленим колінам і стопам розійтися в сторони.

Покладіть руки долонями вгору (або, якщо так зручніше, на ребро долоні), щоб уникнути подразнення дотикових рецепторів на внутрішній стороні пальців і тим самим не дати активуватися центрам тривоги в мозку. Ваші плечі мають бути розправленими, а поперек — розслабленим. Зручно розташуйте на підлозі голову. Повністю віддайте вагу вашого тіла підлозі. 
Попередня циклічна послідовність: стиск - підйом - розслаблення - падіння.
Цю послідовність потрібно починати з правого боку тіла, потім поширити на ліву, захоплюючи обидві руки та ноги, і закінчити усвідомленням всього тіла. При необхідності ви можете повторити виконання кілька разів, перш ніж приступити до другого етапу.
- Права рука: На вдиху (дихайте природно) стисніть правий кулак, поширюючи напругу вгору по руці до плеча, одночасно витягуючи руку та піднімаючи її на кілька дюймів від підлоги. На видиху розслабте руку і впустіть її на підлогу.

- Ліва рука: Переключіть увагу вашого розуму на ліву руку, подумки пройдіть  від плеча до кінчиків пальців; на вдиху витягніть всю руку від кулака до плеча, одночасно піднімаючи її на кілька дюймів від підлоги. На видиху розслабте руку і впустіть її на підлогу.

- Права нога: Сфокусуйте увагу на правій нозі (від паху до пальців). На вдиху вигніть п'яту так, щоб пальці вказували на верхівку коліна, і підніміть ногу на кілька дюймів від підлоги, з видихом розслабте ногу і дозвольте впасти їй на підлогу.

- Ліва нога: Переведіть увагу на ліву ногу, відчуйте її, повторіть послідовність вдих – напруга – підйом, як із правою ногою, потім послідовність видих – розслаблення – звільнення, дозволяючи їй впасти на підлогу.

Усвідомлення всього тіла: У процесі циклу вдихання-видихання, спрямуйте вашу свідомість в область спинного хребта і тулуба, подумки проходячи від тазу до потилиці і створюючи при цьому зростаюче відчуття "розтікання". 
Другий етап
З цього кроку починається вже власне елементарна шавасана, задумана як п'ятичастинна послідовність, з якої має починатися кожне заняття.
Відбувається звільнення від фізичної напруги шляхом м'язового скорочення,  за яким йде розслаблення. Фази скорочення-розслаблення підвищують чуттєве, рухове та циркуляторне усвідомлення кінцівок. Обидві півкулі головного мозку залучені до процесу послідовного збудження моторних (фаза стиснення) та сенсорних (фаза розслаблення) смуг кори головного мозку. Це призводить до створення фіксованих центрів уваги у свідомості.
- Права рука: Вдих при відчутті, напруження, підняття. Видих при розслабленні, падіння, розтікання.

- Ліва рука: Вдих при відчутті, напруження, підняття. Видих при розслабленні, падіння, розтікання.

- Права нога: Вдих при відчутті, напруження, підняття. Видих при розслабленні, падіння, розтікання.

- Ліва нога: Вдих при відчутті, напруження, підняття. Видих при розслабленні, падіння, розтікання.

Весь тулуб: Подумки пройдіть від таза по спині до потилиці. Починайте концентруватися на верхніх і нижніх кінцівках. Викличте у себе відчуття, що з кожним вдихом і видихом ваші руки та ноги стають дедалі важчими. Уявіть, що ви плавитеся і розтікаєтесь по підлозі. Слід зазначити, що положення кінцівок дозволяє отримати максимум користі від земного тяжіння. У цьому  один із фундаментальних принципів хатха-йоги: використання сил природи — таких, як сила тяжіння.
Цій вправі потрібно приділяти мінімум п'ять-десять хвилин протягом тижня, перш ніж приступити до наступної стадії шавасани. Сфокусуйтеся на почутті загальної млявості, віддаючись земному тяжінню, і одночасно створіть у себе відчуття, що підлога рухається вам назустріч, начебто це підлога ліфта.

## Ускладнена техніка
На цій стадії вчаться локалізувати частини тіла і систематично розслаблювати їх, гальмуючи доцентрові (сенсорні) і відцентрові (моторні) нервові імпульси. Цього досягають, концентруючись спочатку на ступнях та поступово переходячи до голови.
Йоги (що отримали свої знання нейроанатомії за допомогою інтроспекції) давно відкрили таємні нервові зони людського тіла та розділили їх на 17 основних зон, які називають «мармастханані». Ось ці зони: Ступні, Гомілки, Колінні чашки, Стегна, Живіт, Сонячне сплетіння, Груди, Спина, П'ясті, Передпліччя, Плечі (рук), Горло, Потилиця, Щелепа, Очі, Скальп. 
Фактично існує 108 таких зон, перерахованих в індійських аюрведичних медичних текстах; Список, наведений вище, включає лише деякі з них, що використовують для концентрації. Вони поділяють тіло на суглоби, порожнини та відділи. Слово «марма» зазвичай перекладають як «суглоб», але краще перекласти його як «комплекс суглобів». 